# Kuortaneenjärvi
Le lac de Kuortane (finnois : Kuortaneenjärvi) est un lac à Kuortane en Finlande,,.

## Présentation
La rivière Lapuanjoki traverse le lac Kuortaneenjärvi et la rivière Kaarankajoki se jette dans le lac.